# Jorge Contreras
Jorge Alejandro Contreras Lira (Santiago del Cile, 3 luglio 1960) è un allenatore di calcio ed ex calciatore cileno, di ruolo centrocampista.

## Palmarès

### Giocatore

#### Competizioni nazionali
- Campionato cileno: 2

Palestino: 1978
Colo-Colo: 1993
- Copa Chile: 2

Universidad Católica: 1991
Colo-Colo: 1994